# Rieschweiler-Mühlbach
Rieschweiler-Mühlbach é um município da Alemanha localizado no distrito de Südwestpfalz, estado da Renânia-Palatinado.
Pertence ao Verbandsgemeinde de Thaleischweiler-Fröschen.